# Erich Baumann (Ingenieur)
Erich Baumann (* 2. Oktober 1903 in Bangkok, Thailand; † 12. Juni 1986 in Dresden) war ein deutscher Ingenieur und Hochschullehrer.

## Leben
Nach dem 1922 erfolgten Abitur in München studierte Baumann Chemie an der dortigen Technischen Hochschule und erlangte 1927 den Abschluss als Diplom-Ingenieur. Danach war er am dortigen Chemischen Institut tätig, wo er 1928 zum Dr.-Ing. promovierte. 
Nach dem Zweiten Weltkrieg wurde er 1946 Leiter der Farbenabteilung im wissenschaftlichen Laboratorium der Farbenfabrik Wolfen in Sachsen-Anhalt. 1950 erfolgte dort seine Ernennung zum stellvertretender Direktor für Forschung und Entwicklung. Zu dieser Zeit wohnte er in Leipzig. Von 1963 bis 1966 war er Professor mit Lehrstuhl für Farbenchemie und Direktor des Instituts für Farbenchemie der Technischen Hochschule Dresden.

## Schriften (Auswahl)
- (mit Nikolaj N. Vorožcov): Grundlagen der Synthese von Zwischenprodukten und Farbstoffen. Berlin 1966.